# Tectonica plăcilor

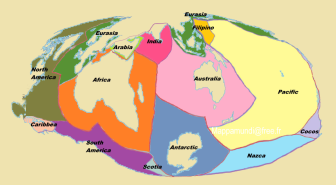
Plăcile tectonice

Tectonica plăcilor (cunoscută și sub denumirea de tectonică globală) este o teorie modernă a științelor geologice privind procesele tectonice din litosferă (scoarța Pământului), constituind parte a teoriei dinamicii endogene terestre. Teoria dinamicii endogene a Pământului studiază și explică dinamica scoarței terestre: cauza cutremurelor, geneza vulcanilor, formarea continentelor și a bazinelor oceanice, și deriva continentelor determinate de forțele interne terestre. Există 6 plăci tectonice majore.

### Video
- Khan Academy: Explanation of evidence
- 750 million years of global tectonic activity. Movie.
- Multiple videos of plate tectonic movements Quartz 31 decembrie 2015